# Ludwig Skumautz
Ludwig Skumautz (* 17. Juni 1929 in Maria Gail bei Villach; † 2. April 1987 in St. Veit an der Glan) war ein österreichischer Schauspieler und Regisseur.

## Leben
Skumautz durchlief eine Ausbildung zum Grundschulpädagogen. Zum Studium ging er abschließend an das Mozarteum in Salzburg. Zu seinen Mitstudenten gehörten u. a. Klaus Gmeiner, Thomas Bernhard und die spätere Musikwissenschaftlerin Sibylle Dahms. Mit Gmeiner und Bernhard hatte Skumautz auch engeren freundschaftlichen Kontakt. Im Juni 1957 bestand er die Bühnenreifeprüfung am Mozarteum. Es folgten Engagements als Schauspieler in Deutschland, in Heilbronn und Karlsruhe. Als er in seine Heimat zurückkehrte, arbeitete er zunächst als Lehrer; später erhielt er ein Engagement als Dramaturg und Schauspieler am Stadttheater Klagenfurt.
Skumautz hatte großes Interesse am Thema Volksbildung, insbesondere am außerberuflichen Theater. Als Regisseur und Schauspieler war er sowohl im Amateur-, als auch im professionellen Schauspiel tätig. Schon ab 1944 leitete er verschiedene Laienspielgruppen, war Berater und Spielleiter bei Jugendorganisationen. 1950 übernahm er die Landeslaienspielgruppe des Kärntner Bildungswerkes. In den 1960er und 1970er Jahren gehörte er zu den Theatermachern, die die Theaterszene Kärntens entscheidend mitprägten. 1976 begann er, im Stiftshof Eberndorf die Südkärntner Sommerspiele aufzubauen. Die Sommerspiele Eberndorf leitete er bis 1985. Er war Regisseur bei den Friesacher Burghofspielen. 1981 und 1982 führte er dort Regie, u. a. bei August von Kotzebues Die deutschen Kleinstädter.
Skumautz – der sich auch manchmal „Skumauz“ schrieb – war auch als Autor tätig. Er entwickelte Hörspiele (u. a. Zerfledderter Kolibri), schrieb Theaterstücke, u. a. Volksstücke, geistliche Spiele, Einakter und Zeitkomödien, aber auch Prosa- und Lyriktexte.
Anfang der 1950er-Jahre schrieb er das bekannte, vielgespielte Kärntner Volksstück Die Wolscharträuber, über Simon Kramer, eine Kärntner Robin-Hood-Figur am Anfang des 19. Jahrhunderts. Skumautz’ Stück Der Fall Irene Heyn – ein Frauenschicksal der Nachkriegszeit, fand insbesondere durch Aufführungen der Theatergruppe St. Donat Beachtung.
Im Mai 2009 wurde im Rahmen der „Theaterwerkstatt Innichen“ in der Grabeskirche (Außerkirchl) in Innichen im Südtiroler Hochpustertal Skumautz’ 1968 verfasstes Theaterfragment Totentanz 2009 uraufgeführt.
Für sein Schaffen erhielt Skumautz mehrere Literaturpreise und Auszeichnungen, darunter auch die Max-Mell-Medaille.